# Robert Văduva
Robert Theodor Văduva (n. 5 septembrie 1992, Craiova, România) este un fotbalist român liber de contract, care joacă pe post de atacant.